# Ponte City Apartments
Ponte City es un rascacielos situado en el barrio de Hillbrow, en Johannesburgo, Sudáfrica. Fue construido en 1975 con una altura de 173 m, que le hace el edificio residencial más alto de África. Tiene 54 plantas y forma cilíndrica, con el centro hueco para permitir que entre más luz en los apartamentos. El espacio central se denomina "el núcleo" y se eleva por encima de un suelo irregular de piedra. Cuando se construyó, Ponte City era visto como un edificio muy deseable debido a sus vistas sobre todo Johannesburgo y sus alrededores. El letrero en la cima del edificio es el más grande de todo el Hemisferio Sur. Anuncia actualmente a la empresa de telefonía móvil sudafricana Vodacom.

## Historia
El principal diseñador de Ponte fue Mannie Feldman, trabajando en un grupo junto con Manfred Hermer y Rodney Grosskopf. Rodney Grosskopff recordó la decisión de hacer el edificio circular, el primer rascacielos cilíndrico de África. En aquel momento, las leyes de Johannesburgo exigían que las cocinas y los baños tuvieran ventanas, por lo que Grosskopff diseñó el edificio con un interior hueco, que permite que la luz entre a los apartamentos por los dos lados. En la parte inferior del inmenso edificio había tiendas y los planes iniciales contemplaban incluir una pista de esquí cubierta en los 3000 m² del núcleo. El edificio es tan alto porque los promotores querían un gran número de unidades pero tenían un terreno limitado para construir. El edificio se sitúa a 35 minutos del Aeropuerto Internacional OR Tambo y a poca distancia del centro de la ciudad, con teatros como el Market y el Civic en un radio de 5 km.

## Decadencia
Durante finales de la década de 1980 las actividades de las bandas había provocado que la criminalidad se elevara en la torre y el barrio circundante. En la década de 1990, tras el fin del apartheid, muchas pandillas se trasladaron al edificio y éste se hizo extremadamente peligroso. Ponte City se convirtió en símbolo del crimen y la decadencia urbana del antiguo barrio cosmopolita de Hillbrow. El núcleo se llenó de residuos hasta cinco plantas de altura porque los dueños dejaron que el edificio decayera. Hubo incluso propuestas a mediados de la década de 1990 para convertir el edificio en una prisión rascacielos. En 2001 Trafalgar Properties se hizo cargo de la gestión del edificio y comenzó a hacer algunos cambios muy necesarios al edificio.

## New Ponte

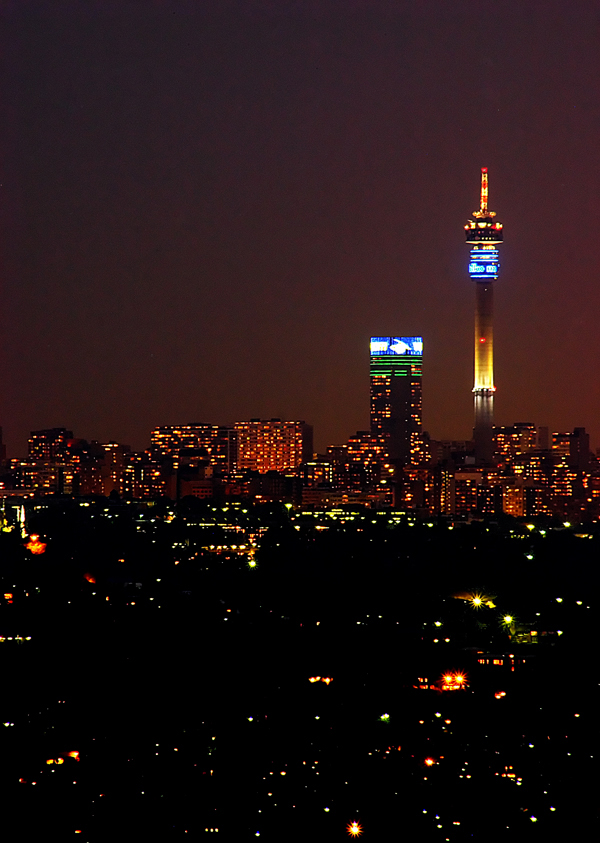
Ponte City (izquierda) con Hillbrow Tower

En mayo de 2007 Ponte cambió de dueños y se puso en marcha un proyecto de renovación llamado New Ponte. David Selvan y Nour Addine Ayyoub bajo la empresa de Ayyoub, Investagain, planearon revitalizar totalmente el edificio. Esta renovación habría contenido 467 unidades residenciales, áreas comerciales y de ocio. Durante los siguientes años, la Agencia de Desarrollo de Johannesburgo planeó invertir unos R900 millones en zonas alrededor de Ponte City como el Estadio Ellis Park, así como una mejora de Hillbrow y Berea en parte como preparación para la Copa Mundial de Fútbol de 2010.
La crisis de las hipotecas subprime provocó que los bancos no proporcionaran la financiación necesaria para completar la renovación, el proyecto fue cancelado y la propiedad se devolvió al Kempston Group. Actualmente, el edificio es propiedad y administrado por el Kempston Group.

## En el arte

### Películas
- En febrero de 2007 el director Danny Boyle (Trainspotting, 28 Days Later, y Slumdog Millionaire) anunció su intención de grabar un thriller en la torre.[8]
- Una de las últimas tomas de la película District 9 (2009) es de la torre.[9]
- Chappie (2015) es la película más reciente en la que una de las escenas transcurre dentro de la torre.

### Libros
- El escritor alemán Norman Ohler usó Ponte como el escenario de su libro Stadt des Goldes, "Ponte resume toda la esperanza, todas las ideas erróneas del modernismo, toda la decandencia, toda la locura de la ciudad. Es un edificio simbólico, una especie de ballena blanca, miedo al hormigón, la torre de Babel, y sin embargo es extrañamente bonito".[10]

### Fotografía
- El fotógrafo sudafricano Mikhael Subotzky y el artista británico Patrick Waterhouse ganaron el premio Discovery en el festival de fotografía de Rencontres d'Arles en 2011 por su proyecto de tres años "Ponte City", fotografiando a los residentes, interiores y exteriores del edificio, y que produjo una serie de cuadros gigantes, compuestos por cientos de hojas de contacto, presentados en cajas de luz.[11]